# Daniela Bártová
Daniela Bártová-Břečková, češka telovadka in atletinja, * 6. maj 1974, Ostrava, Češkoslovaška.
Nastopila je na poletnih olimpijskih igrah v letih 1992 v gimnastiki in 2000 v atletiki, ko je osvojila četrto mesto v skoku ob palici. Na evropskih dvoranskih prvenstvih je osvojila srebrno medaljo leta 1998. Desetkrat je postavila svetovni rekord v skoku ob palici leta 1995.